# 菲利埃
菲利埃（法語：Fillières）是法国默尔特-摩泽尔省的一个市镇，属于布里埃区（Briey）维勒吕普县（Villerupt）。该市镇总面积14.21平方公里，2009年时的人口为468人。

## 人口
菲利埃人口变化图示